# Łuskwiak włóknistołuskowaty
Łuskwiak włóknistołuskowaty (Pholiota heteroclita (Fr.) Quél.) – gatunek grzybów należący do rodziny pierścieniakowatych.

## Systematyka i nazewnictwo
Pozycja w klasyfikacji: Pholiota, Strophariaceae, Agaricales, Agaricomycetidae, Agaricomycetes, Agaricomycotina, Basidiomycota, Fungi.
Obecną polską nazwę zaproponował Wojewoda w 2003.

## Występowanie i siedlisko
Występuje w Europie i Ameryce Północnej. W Polsce podano stanowisko w Sudetach. Znajduje się na liście gatunków podlegających ochronie częściowej. Rośnie na drewnie drzew liściastych, od lipca do października.